# Pheidologeton obscurus
Pheidologeton obscurus är en myrart som beskrevs av Hugo Viehmeyer 1914. Pheidologeton obscurus ingår i släktet Pheidologeton och familjen myror. Inga underarter finns listade i Catalogue of Life.